# لانتانا قنابية
لانتانا قنابية (الاسم العلمي: Lantana involucrata) هي نوع نباتي يتبع جنس اللانتانا من فصيلة اللويزية.